# Марешал-Флориану
Марешал-Флориану (порт. Marechal Floriano)  —  муниципалитет в Бразилии, входит в штат Эспириту-Санту. Составная часть мезорегиона Центр штата Эспириту-Санту. Входит в экономико-статистический  микрорегион Афонсу-Клаудиу. Население составляет 14 158 человек на 2006 год. Занимает площадь 286,102 км². Плотность населения — 49,5 чел./км².

## История
Город основан в 1991 году.

## Статистика
- Валовой внутренний продукт на 2003 составляет 65.322.199,00 реалов (данные: Бразильский институт географии и статистики).
- Валовой внутренний продукт на душу населения на 2003 составляет 4.928,49 реалов (данные: Бразильский институт географии и статистики).
- Индекс развития человеческого потенциала на 2000 составляет 0,754 (данные: Программа развития ООН).

## География
Климат местности: горный тропический.